# Sascha Heyer
Sascha Heyer (Zurique, 21 de julho de 1972) é um ex-jogador de vôlei de praia suíço medalhista de prata no Campeonato Mundial de 2005 na Alemanha.

## Carreira
Em 1996 iniciou a competir com Martin Walser. A partir de 1997 formou dupla com Markus Eggerem e em 1999 com Martin Tschudi, retomando a parceria com Markus Eggerem e disputou o Campeonato Europeu de 2000 nas cidades de Guecho e Bilbau e conquistaram a medalha de prata e na edição do Campeonato Europeu de 2001 conquistou o título  na cidade de Jesolo,  e obtendo o terceiro lugar na edição de 2003 em Alânia e vice-campeão na cidade de Timmendorfer Strand, o mesmo se reptindo em 2005 em Moscou
A partir de 2005 esteve ao lado de David Wenger e também com Paul Laciga e juntos conquistaram o vice-campeonato no Campeonato Mundial realizado em Berlim, e a partir de 2007 até 2010 esteve com Patrick Heuscher, e com este jogador disputou os Olimpíada de Pequim de 2008, foi eleito o melhor jogador da Suíça nas temporadas de 2009 e 2012, de 2011 a 2012 esteve com Sébastien Chevallier e com este disputou sua segunda edição de jogos olímpicos, Olimpíada de Londres de 2012 .

## Títulos e resultados
- Aberto de Mallorca do Circuito Mundial de Vôlei de Praia de 2004
- Aberto de Los Angeles do Circuito Mundial de Vôlei de Praia de 2003
- Aberto de Klagenfurt do Circuito Mundial de Vôlei de Praia de 2002
- Aberto de Roma do Circuito Mundial de Vôlei de Praia de 2012
- Aberto de Praga do Circuito Mundial de Vôlei de Praia de 2011
- Aberto de Rio de Janeiro do Circuito Mundial de Vôlei de Praia de 2004

## Premiações individuais
- 2009- MVP do Circuito Suíço de Vôlei de Praia
- 2012- MVP do Circuito Suíço de Vôlei de Praia